# Place Puvis de Chavannes
La place Puvis de Chavannes est un espace public du 6e arrondissement de Lyon, en France. Elle relie l'avenue Foch à la rue de Créqui. La rue de Vendôme divise la place en deux parties. Il se situe l'église de la Rédemption de Lyon dans le côté est de la rue de Vendôme. La statue équestre de Jeanne d'Arc se trouve également dans la partie ouest de la rue au milieu de la place.

## Origine du nom
Son nom vient de Pierre Puvis de Chavannes, son lieu de naissance, peintre né le 14 décembre 1824 et mort à Paris en 1898. La place était prévue sur le plan Morand. Elle a été tracée en partie au début du 19e siècle. À cette époque, elle portait le nom de place des Graviers. Puis, elle a été appelée place des Hospices.

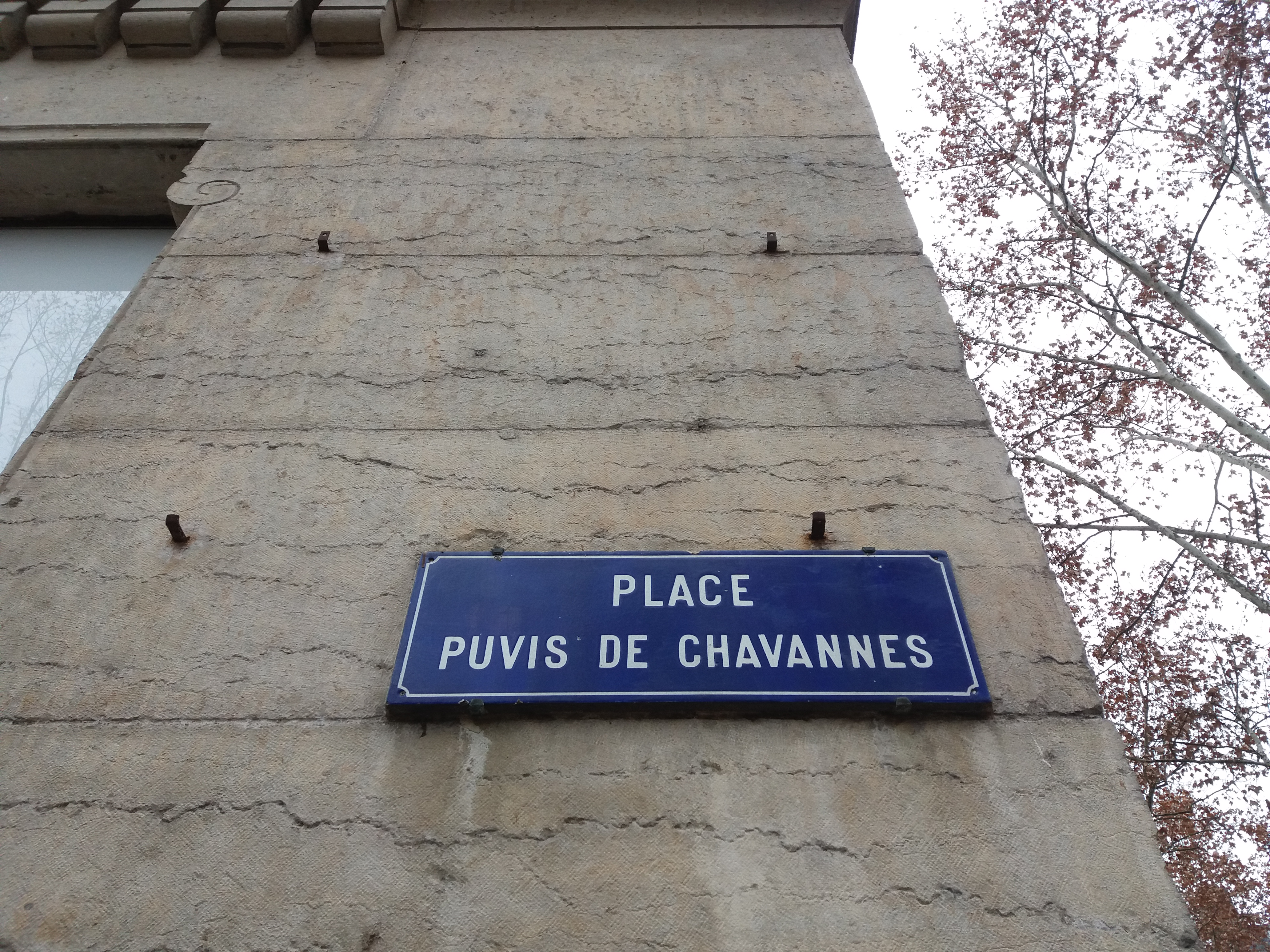

## Accessibilité
Ce site est desservi par la station de métro Foch.

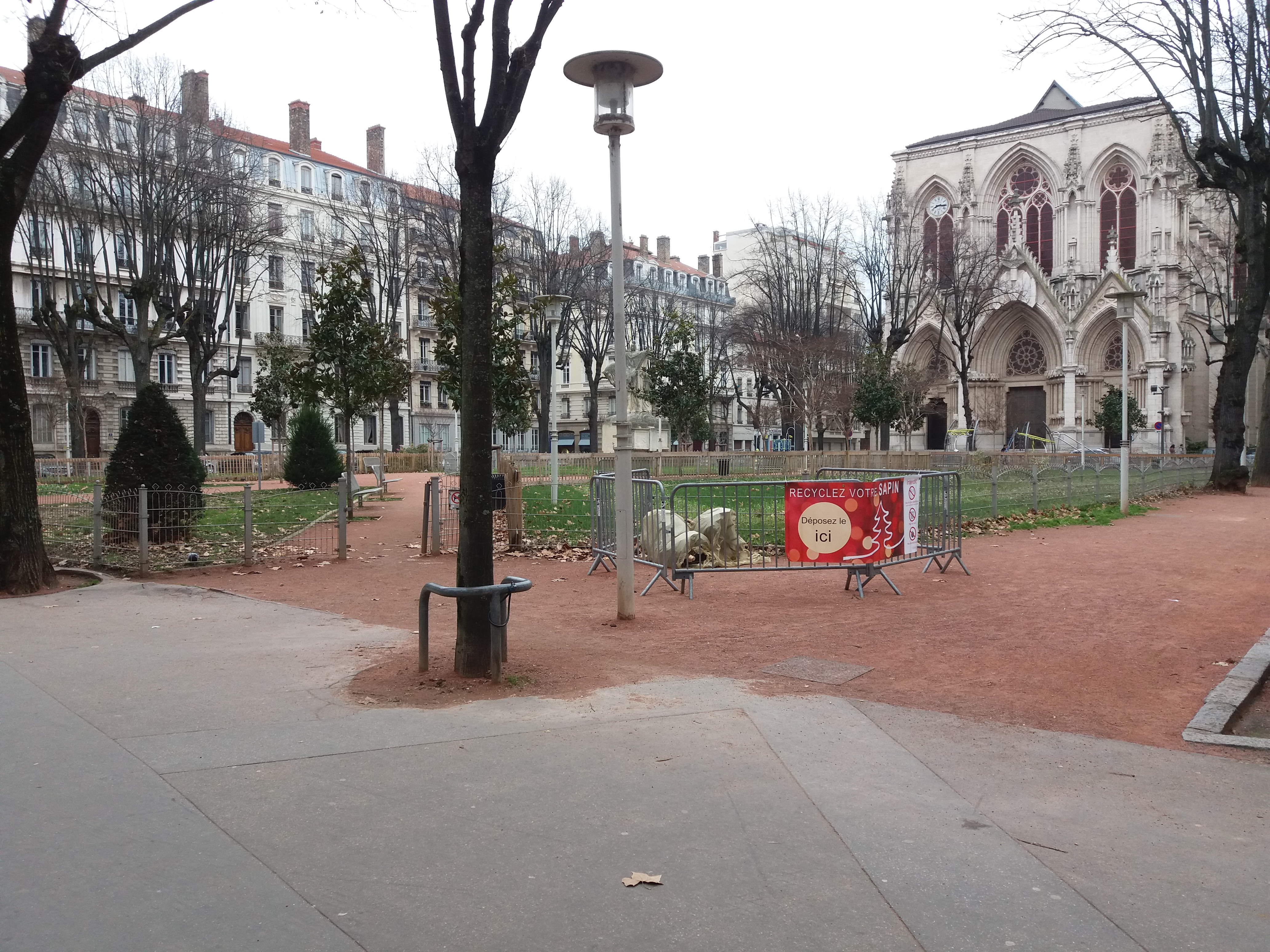
Place Puvis de Chavannes
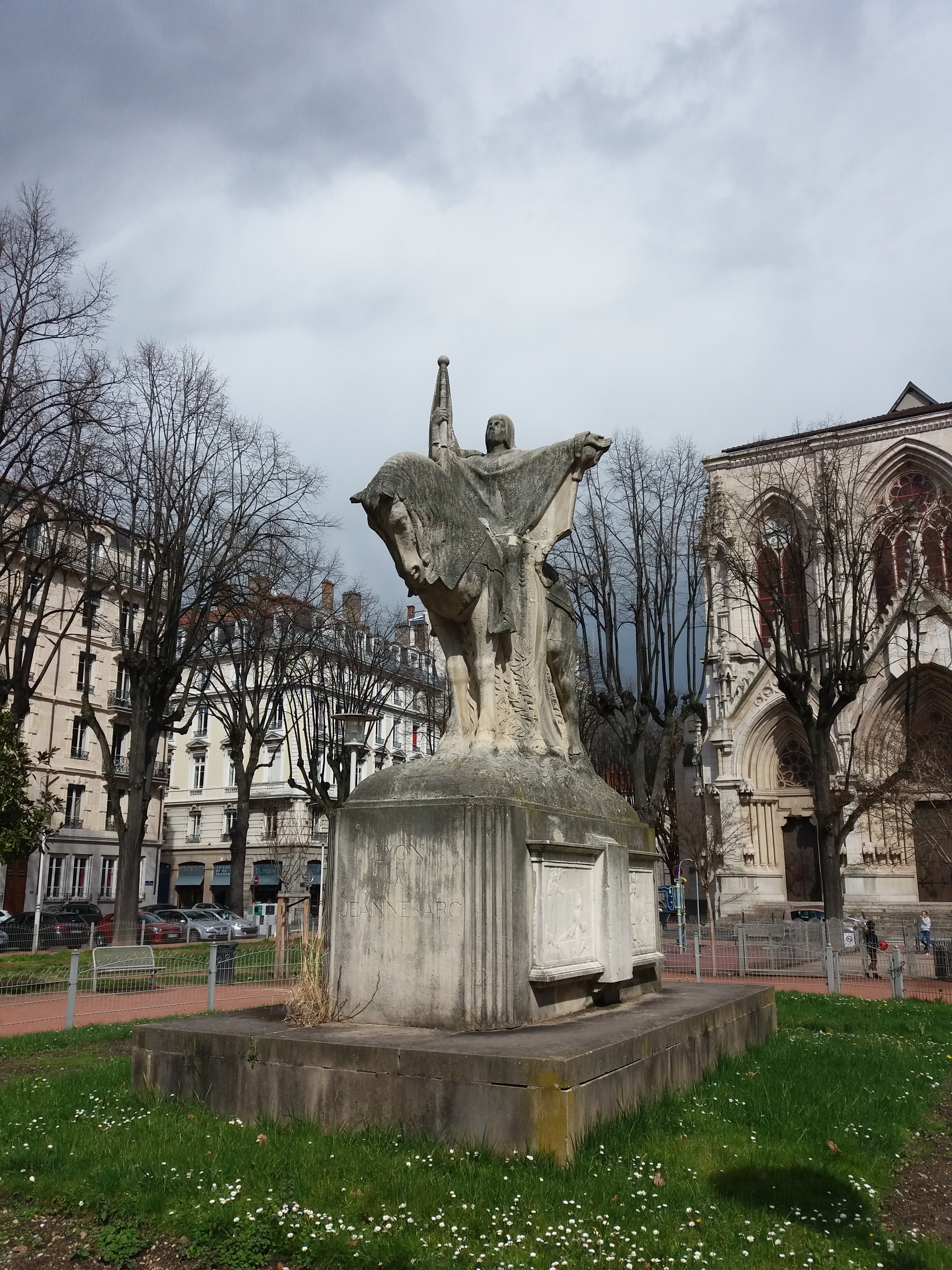
Statue équestre de Jeanne d'Arc